# البرتو إنريكيز جالو
البرتو إنريكيز جالو (بالإسبانية: Alberto Enríquez Gallo)‏ (و. 1895 – 1962 م) هو سياسي من كولومبيا .